# تولسی گیمر
تولسی گیمر (به انگلیسی: Tulsi Ghimire، زاده ۲۳ تیر ۱۳۳۰) کارگردان، فیلم‌نامه‌نویس، بازیگر، تدوینگر و ترانه‌سرای هندی است که بیشتر با آثارش در سینمای نپال شناخته می‌شود.

## فیلم‌شناسی
| سال  | فیلم   | ترجمه اسم فیلم | به عنوان                  |
| ---- | ------ | -------------- | ------------------------- |
| ۱۳۶۰ | Basuri | فلوت           | کارگردان                  |
| ۱۳۶۷ | Anyay  | ظلم            | کارگردان                  |
| ۱۳۶۸ | Lahure | سرباز          | کارگردان، بازیگر، تدوینگر |